# Stefan Rückert
Stefan Rückert (* 10. Mai 1952) ist ein ehemaliger deutscher Fußballspieler.

## Karriere
Rückert absolvierte in der Saison 1973/74 ein Spiel für Kickers Offenbach in der Bundesliga, als er am letzten Spieltag gegen Fortuna Köln in der 66. Minute für Volker Fass eingewechselt wurde. Die Kickers gewannen das Spiel mit 4:0. In der darauffolgenden Saison wechselte er zum VfR Mannheim in die 2. Liga Süd. Für die Kurpfälzer stand er in sechs Partien auf dem Platz.